# النجد الأحمر (السياني)
النجد الأحمر هي إحدى قرى عزلة هدفان بمديرية السياني التابعة لمحافظة إب، بلغ تعداد سكانها 1007 نسمة حسب تعداد اليمن لعام 2004.